# Repperndorfer Mühlbach
Der Repperndorfer Mühlbach (rechter Hauptoberlauf Hädersbach) ist ein etwa acht Kilometer langer, rechter Nebenfluss des Mains in Bayern. Das Gewässer dritter Ordnung hatte früher Bedeutung für die Brotversorgung der Orte Kitzingen, Repperndorf und Westheim im Einzugsgebiet, weil an ihm und seinem einzigen großen Zufluss ehemals Mahlmühlen standen.

## Name
Der Bach ist nach einem Anliegerort benannt und benennt die historische Nutzung seines Wassers. Der heutige Bachname ist nicht sehr alt und es ist unbekannt, welche Bezeichnung man in weiter zurückliegenden Zeiten für ihn gebrauchte. Der wesentlich früher nachgewiesene Ortsname Repperndorf verweist mit seinem Grundwort -dorf auf die Zeit der fränkischen Landnahme im 7. und 8. Jahrhundert und das Bestimmungswort Reppern- des Ortsnamens-Kompositums kann mit dem althochdeutschen Wort rep oder repern verbunden werden, das sich auf das Abfallen der Blüten und Früchte der Weinrebe bezog. Die Ergänzung Mühlbach benennt die wirtschaftliche Nutzung des Bachs für den Mühlenbetrieb.

## Verlauf

### Verlauf
Der Repperndorfer Mühlbach entspringt in drei Oberläufen in der Gemarkung von Biebelried-Westheim. Der rechte Oberlauf, der zugleich als Hauptoberlauf bezeichnet werden kann, wird auf der Westheimer Gemarkung Hädersbach genannt. Der Zusammenfluss der drei Oberläufe liegt etwa an der Grenze zur Gemarkung Repperndorf, das ein Stadtteil der Großen Kreisstadt Kitzingen ist. Der Repperndorfer Mühlbach verläuft dann bis zur bebauten Fläche von Repperndorf in ostnordöstlicher Richtung. Dabei wird er von der Bundesautobahn 7/Europastraße 43 überquert.
In Repperndorf verläuft der Bach parallel zur Straße An der Bleiche und dann zur Mühlbachstraße. Neben dieser laufend, wendet er sich nach Südosten und wird nun entlang der Bundesstraße 8 bzw. der alten Reichsstraße geführt. Hier ist mit der Repperndorfer Mühle auch der einzige ehemalige Mühlenbetrieb entlang des Baches zu finden. Nahe der Repperndorfer Straße erreicht der Bach die Kernstadt Kitzingen und wird entlang der Alemannenstraße geführt. Kurz vor der Buchbrunner Straße wendet sich der Bach nach Süden.
Vor dem neuerlichen Erreichen der Repperndorfer Straße nahe dem Florian-Geyer-Weg wird der Bach kanalisiert und bis zu seiner Mündung nur noch unterirdisch durch die Kitzinger Altstadt geführt, etwa auf der Trasse Repperndorfer Straße – Hindenburgring West – Hindenburgring Süd. Noch im Bereich der Repperndorfer Straße kanalisierten Abschnitt mündet der von Westen kommende, bis an den Straßenrand offen laufende Eherieder Mühlbach ein. Diese Mündungsstelle liegt etwas vor dem im 19. Jahrhundert noch stehenden Spatzen-Tor, an dem er sich in zwei Mündungsäste teilte. Der rechte floss damals noch offen etwa auf etwa derselben Trasse wie heute der Repperndorfer Bach im südwestlichen Stadtgraben bis zur Mündung am Südeck der Stadtbefestigung gegenüber der Flussinsel im Main, er passierte dabei das Faltertor. Der linke, Klostermühlbach genannt, zog nordostwärts durch die Obere Bachgasse, ehe er weiter mainaufwärts als der rechte am heutigen Oberen Mainkai südlich des historischen Mainkranes in den Fluss mündete.

### Zuflüsse
| Name               | GKZ    | Länge [km] | EZG [km²] | Zuflussrichtung | Mündungsort |
| ------------------ | ------ | ---------- | --------- | --------------- | ----------- |
| Eherieder Mühlbach | 243342 | ca. 05,27  | 9,55      | rechts          | Kitzingen   |

### Klostermühlbach
Der Klostermühlbach wurde unmittelbar östlich des Zusammenflusses mit dem Eherieder Mühlbach aus dem Repperndorfer Mühlbach abgeleitet. Er floss durch die Kitzinger Stadtbefestigung und wurde dann in der Stadt durch die heutige Untere und die Obere Bachgasse in nordöstlicher Richtung auf das Klosterareal des ehemaligen Benediktinerinnenklosters Kitzingen geleitet. Hier trieb der Mühlbach eine heute verschwundene Mühle an, die zwischen der ehemaligen Stadtpost in der Fischergasse sowie der Klosterkirche verortet wurde und dem Kloster und später der Stadt zugeordnet war. Heute erinnern nur noch die Straßennamen an die Ableitung.

## Mühlen
Die einzige Mühle, die durch das Wasser des Repperndorfer Mühlbach betrieben wurde, war die Repperndorfer Dorfmühle (auch Untere Dorfmühle, heutige Adresse Alte Reichsstraße 2). Sie wurde erstmals im Jahr 1395 urkundlich erwähnt, war den jeweiligen Dorfherren von Repperndorf unterstellt und Teil der Dorfherrschaft. 1434 wurde sie neuerlich erwähnt. Noch im 19. Jahrhundert sind Müller nachweisbar. Daneben trieb das Wasser des Repperndorfer Mühlbachs über seinen anderen Mündungsast auch die Klostermühle der Kitzinger Benediktinerinnen an. Hierzu zweigte man einen Mühlbach ab. Am Zufluss Eherieder Mühlbach standen mehrere, weitere Mühlenbetriebe. Heute sind alle Mühlen stillgelegt.